# Section de l'Homme-Armé
La section de l’Homme-Armé était, sous la Révolution française, une section révolutionnaire parisienne.

## Représentants
Elle était représentée à la Commune de Paris par :
- Jean Cazenave, né à Belleville en 1756, commis de marchand demeurant 3 rue d'Orléans-au-Marais. Officier municipal, il est guillotiné le 11 thermidor an II (29 juillet 1794),
- J. E. Forestier (1747-1794), fondeur, guillotiné le 10 thermidor an II,
- Pierre Alexandre Louvet, né à Paris en 1761, peintre demeurant 52 rue des Blancs-Manteaux. Il est guillotiné le 11 thermidor an II.
- François Giraud, qui représentait précédemment la section des Droits-de-l'Homme

## Historique
Cette section a commencé par prendre le nom « section des Enfants-Rouges ». En septembre 1792, elle devint « section du Marais » et, en juin 1793, « section de l’Homme-Armé ».

## Territoire
L’hôtel de Soubise (les Archives nationales actuelles).

## Limites
Les rues Sainte-Avoye et du Temple à droite, depuis la rue Sainte-Croix-de-la-Bretonnerie, jusqu’à la rue de la Corderie : les rues de la Corderie et de Bretagne à droite, jusqu’à la vieille rue du Temple : la vieille rue du Temple à droite, de la rue de Bretagne à la rue Sainte-Croix-de-la-Bretonnerie : la rue Sainte-Croix-de-la-Bretonnerie à droite, jusqu’à la rue Sainte-Avoye.

## Intérieur
Les rues du Plâtre, des Blancs-Manteaux, de l'Homme-Armé, du Puits, des Singes, du Chaume, de Paradis, de Soubise, de Brac, des Vieilles-Audriettes, des Quatre-Fils, du Perche, d'Orléans, des Oiseaux, du Grand-Chantier, Pastourelle, d'Anjou, de Poitou, de Limoges, de la Marche, de Berry, de Beauce, Portefoin, etc., et généralement tous les rues, culs-de-sac, places, etc., enclavés dans cette limite.

## Local
La section de l’Homme-Armé se réunissait dans la chapelle de l'hospice des Enfants-Rouges, dont on peut encore voir des vestiges dans la cour du 90 rue des Archives.

## Population
10 480 habitants, dont 1 015 ouvriers et 360 économiquement faibles. La section comprenait 1 800 citoyens actifs.

## 9 Thermidor an II
Lors de la chute de Robespierre,  le 9 thermidor an II (27 juillet 1794), la section de l’Homme-Armé soutint la Convention nationale, mais ses trois représentants à la Commune de Paris, Jean Cazenave, J. E. Forestier, P. C. Louvet prêtèrent, eux, serment à la Commune de Paris, et furent tous trois guillotinés les 10 11 thermidor an II (29 juillet 1794).

## Évolution
Après le regroupement par quatre des sections révolutionnaires par la loi du  19 vendémiaire an IV (11 octobre 1795)  qui porte création de 12 arrondissements, la présente section est maintenue comme subdivision administrative, puis devient, par arrêté préfectoral du 10 mai 1811, le quartier du Mont-de-Piété (7e arrondissement de Paris).